# Elecciones municipales de Guayaquil de 2019
Las elecciones municipales de Guayaquil de 2019 hacen referencia al proceso electoral que se llevó a cabo el 24 de marzo de 2019. Las elecciones municipales determinaron, por sufragio directo de los electores, las dignidades que encabezarían el cabildo municipal por un período de cuatro años comprendidos entre el 2019 y el 2023. Se eligió a un alcalde y los concejales que conforman el Concejo Municipal de Guayaquil para el período 2019/23.

## Antecedentes
Tras el triunfo de la opción "Sí", en el Referéndum de Ecuador de 2018, la posibilidad de reelección a todas las autoridades de elección popular que hayan hecho uso de su única reelección que la constitución faculta quedó anulada.
En Guayaquil, el alcalde durante el período previo a estas elecciones, Jaime Nebot, quien fungía en el cargo desde el año 2000, es un ejemplo de este caso. Bajo la vigencia de la Constitución de Ecuador de 1998 fue elegido Alcalde en el periodo 2000-2004, siendo reelecto para el período 2004-2008; cuando fue puesta en vigencia la constitución de Montecristi amplió su mandato hasta el año 2009, y en los periodos 2009-2014, 2014-2019 volvió a ser electo y reelecto gracias a la Constitución de la República de Ecuador, de tal modo que la posibilidad de reelección ha quedado anulada.
En el año 2015 la Asamblea Nacional de Ecuador aprobó mediante reforma la llamada Reelección Indefinida de todas las autoridades de elección popular, sin embargo, el Alcalde Jaime Nebot ya había dado a conocer su decisión de no participar en una eventual reelección, las reformas aprobadas por la Asamblea Nacional en 2015 automáticamente fueron derogadas luego del triunfo de la opción "Sí", en el Referéndum de Ecuador de 2018.

## Desarrollo

### Etapa preelectoral
La etapa preelectoral corre desde el término de las elecciones presidenciales de Ecuador en 2017, durante la cual se perfilan una serie de precandidatos no oficiales. Los partidos designarán a sus candidatos de manera oficial en el mes de noviembre de 2018 cuando se recepten las inscripciones de candidaturas en el Consejo Nacional Electoral.
La primera precandidatura en oficializarse mediante un acto público fue la de Cynthia Viteri, el 15 de agosto de 2018. Luego de ella, Jimmy Jairala hizo lo mismo.

#### Precandidaturas retiradas
| Lista | Logo | Partido / Movimiento                                          | Precandidato a la alcaldía | Fecha de Renuncia        | Razón                                                     | Ref   |
| ----- | ---- | ------------------------------------------------------------- | -------------------------- | ------------------------ | --------------------------------------------------------- | ----- |
| 6 75  |      | Partido Social Cristiano Movimiento Cívico Madera de Guerrero | Doménica Tabacchi          | 4 de mayo de 2018        | Motivos personales Endosa la candidatura a Cynthia Viteri | [ 2 ] |
| 9     |      | Movimiento Libertad es Pueblo                                 | Antonio García             | 20 de diciembre del 2018 | Movimiento escoge otro candidato                          | [ 3 ] |

## Candidaturas
| Lista | Logo | Partido / Movimiento                                          | Candidato                    | Cargos Previos                                         | Ref                            |
| ----- | ---- | ------------------------------------------------------------- | ---------------------------- | ------------------------------------------------------ | ------------------------------ |
| 1 20  |      | Centro Democrático Democracia Sí                              | Jimmy Jairala Vallazza       | Prefecto del Guayas (2009 - 2018)                      | [ 4 ] [ 5 ]                    |
| 3     |      | Partido Sociedad Patriótica                                   | Martha Macías Cedeño         | Directora de la Cárcel de Mujeres                      | [ 6 ]                          |
| 4     |      | Ecuatoriano Unido                                             | Jorge Villacreses Guillen    | Empresario                                             | [ 7 ]                          |
| 6 75  |      | Partido Social Cristiano Movimiento Cívico Madera de Guerrero | Cynthia Viteri Jiménez       | 1.ª Vicepresidenta del Congreso Nacional (2005 - 2006) | [ 4 ] [ 8 ] [ 1 ] [ 9 ] [ 10 ] |
| 7     |      | Adelante Ecuatoriano Adelante                                 | Gino Cornejo Marcos          | Decano de la Facultad de Economía (Universidad Ecotec) | [ 11 ]                         |
| 9     |      | Movimiento Libertad es Pueblo                                 | Juan Manuel Bermúdez Cobos   | Intendente de Policía del Guayas (1999)                | [ 12 ] [ 13 ]                  |
| 10    |      | Partido FE                                                    | Balerio Estacio Valencia     | Asambleísta Constituyente (2007 - 2008)                | [ 13 ]                         |
| 11    |      | Movimiento Justicia Social                                    | Carlos Cassanello Villamar   | Abogado                                                | [ 14 ] [ 15 ]                  |
| 12    |      | Izquierda Democrática                                         | José Inca Véliz              | Director de Vinculación (Universidad Ecotec)           | [ 16 ]                         |
| 17    |      | Partido Socialista Ecuatoriano                                | Eduardo Argudo González      | Abogado, Profesor Titular                              | [ 13 ]                         |
| 18    |      | Pachakutik                                                    | Octavio Suárez Coello        | Abogado y médico Quiropráctico                         | [ 17 ] [ 18 ]                  |
| 19    |      | Unión Ecuatoriana                                             | Jorge Coppiano Marín         | Escritor y Periodista                                  | [ 19 ]                         |
| 21 62 |      | Movimiento CREO Movimiento Salud y Trabajo                    | Francisco Jiménez Sánchez    | Gobernador del Guayas (2008 - 2009)                    | [ 20 ]                         |
| 23    |      | Movimiento SUMA                                               | Patricio Buendía Noroña      | Director del Movimiento Opción                         | [ 21 ]                         |
| 33    |      | Movimiento Juntos Podemos                                     | Jaime Lomas Pinargote        | Empresario                                             | [ 22 ]                         |
| 35    |      | Alianza PAIS                                                  | Simón Bolívar Rosero Andrade | Radiodifusor                                           | [ 23 ]                         |
| 51    |      | Concertación                                                  | Edgar Salazar Chávez         | Abogado                                                | [ 24 ]                         |

## Sondeos de intención de voto

### 2018
La evolución de encuestas para la Alcaldía de Guayaquil toma en cuenta en períodos el escenario preelectoral y el de la campaña oficial.
| Fecha       | Fuente                  | Cynthia Viteri | Jimmy Jairala | Guillermo Lasso | Rafael Correa | Abdalá Bucaram Pulley | Inés Manzano Díaz | Pablo Arosemena | Bolívar Rosero | Alfredo Adum | Notas                                                        |
| ----------- | ----------------------- | -------------- | ------------- | --------------- | ------------- | --------------------- | ----------------- | --------------- | -------------- | ------------ | ------------------------------------------------------------ |
| 04/02/18    | CMS                     | 33,94%         | 20,04%        | 6,64%           | 11,91%        | -                     | -                 | -               | -              | -            |                                                              |
| 17-18/02/18 | Opinión Pública Ecuador | 30%            | 40,1%         | 11,6%           | -             | 1,8%                  | -                 | -               | -              | -            | Encuesta realizada a nivel nacional, fuera del ámbito local. |
| 5-6/05/18   | Click Report            | 43,9%          | 33,4%         | -               | -             | 5,3%                  | -                 | 2,9%            | 1,6%           | -            |                                                              |
| 23-24/06/18 | Opinión Pública Ecuador | 36%            | 44,7%         | -               | -             | -                     | 0,9%              | -               | 0%             | 0,5%         |                                                              |

#### Segundo semestre
| Fecha             | Fuente              | Cynthia Viteri | Jimmy Jairala | Bolívar Rosero | Abdalá Bucaram | Francisco Jiménez | Abdalá Bucaram Pulley | Pablo Arosemena | César Monge | Viviana Bonilla |
| ----------------- | ------------------- | -------------- | ------------- | -------------- | -------------- | ----------------- | --------------------- | --------------- | ----------- | --------------- |
| 6, 7 y 8/07/18    | Click Report        | 44,5%          | 37,6%         | 4,2%           | -              | -                 | 3,2%                  | -               | 2,1%        | -               |
| 03/09/18          | Perfiles de Opinión | 38%            | 32%           | -              | -              | -                 | 3%                    | 2%              | -           | 10%             |
| 03/09/18          | Click Report        | 44%            | 40%           | 1%             | 1%             | -                 | -                     | -               | 1%          | -               |
| 10/09/18          | Click Report        | 45.8%          | 41.6%         | 1.6%           | 0.8%           | 0.5%              | -                     | -               | -           | -               |
| 5, 6 y 7/10/18    | Click Report        | 46,8%          | 37,5%         | 0,5%           | 0,5%           | 0,8%              | -                     | -               | -           | -               |
| 14, 15 y 16/11/18 | Click Report        | 44,2%          | 37,6%         | 1,6%           | -              | 1,3%              | -                     | -               | -           | -               |

### 2019
| Fecha         | Fuente       | Cynthia Viteri | Jimmy Jairala | Francisco Jiménez | Jorge Coppiano | Jorge Villacreses | Martha Macías | Juan Manuel Bermúdez | Gino Cornejo | Edgar Salazar | Carlos Cassanello | Jaime Lomas | Simón Bolívar Rosero | Eduardo Argudo | Octavio Suárez | José Inca | Balerio Estacio | Patricio Buendía | Otros candidatos |
| ------------- | ------------ | -------------- | ------------- | ----------------- | -------------- | ----------------- | ------------- | -------------------- | ------------ | ------------- | ----------------- | ----------- | -------------------- | -------------- | -------------- | --------- | --------------- | ---------------- | ---------------- |
| 12-16/01/2019 | Click Report | 57,4%          | 27,9%         | 3,4%              | -              | -                 | -             | -                    | 0,9%         | -             | -                 | -           | -                    | -              | -              | -         | -               | -                | 17,6%            |
| 16-17/02/2019 | Market       | 49,8%          | 26,3%         | 1,6%              | -              | -                 | 2,1%          | 1,8%                 | -            | -             | -                 | -           | -                    | -              | -              | -         | -               | -                | -                |
| 22/02/2019    | Eureknow     | 50,1%          | 24,8%         | 4,2%              | 2,1%           | 1,6%              | 0,5%          | 1,1%                 | 1,0%         | 1,0%          | 0,8%              | 0,7%        | 0,7%                 | 0,6%           | 0,4%           | 0,3%      | 0,3%            | 0,1%             | -                |
| 23-26/02/2019 | Click Report | 41,2%          | 30,1%         | 3,1%              | -              | -                 | -             | -                    | -            | -             | -                 | -           | -                    | -              | -              | -         | -               | -                | 4,29%            |

## Resultados

### Alcaldía
|  | 52.60 % |

|  | 31.80 % |

|  | 2.95 % |

|  | 2.71 % |

|  | 2.28 % |

|  | 1.87 % |

|  | 0.83 % |

|  | 0.81 % |

|  | 0.69 % |

|  | 0.64 % |

|  | 0.57 % |

|  | 0.50 % |

|  | 0.44 % |

|  | 0.41 % |

|  | 0.38 % |

|  | 0.29 % |

|  | 0.25 % |

|  | 100 % |

### Nómina de concejales cantonales electos

#### Circunscripción 1
| Partido                                                       | Concejal                |
| ------------------------------------------------------------- | ----------------------- |
| Partido Social Cristiano Movimiento Cívico Madera de Guerrero | Mayra Montaño Guisamano |
| Partido Social Cristiano Movimiento Cívico Madera de Guerrero | Luis Almeida Morán      |
| Partido Social Cristiano Movimiento Cívico Madera de Guerrero | Laura Arteaga Peña      |
| Fuerza Compromiso Social                                      | Lidice Aldas Giler      |
| Centro Democrático - Democracia Sí                            | Héctor Vanegas Cortázar |

#### Circunscripción 2
| Partido                                                       | Concejal                  |
| ------------------------------------------------------------- | ------------------------- |
| Partido Social Cristiano Movimiento Cívico Madera de Guerrero | Josué Sánchez Camposano   |
| Partido Social Cristiano Movimiento Cívico Madera de Guerrero | Luzmila Nicolalde Cordero |
| Partido Social Cristiano Movimiento Cívico Madera de Guerrero | Egis Caicedo              |
| Partido Social Cristiano Movimiento Cívico Madera de Guerrero | Consuelo Flores Carrera   |
| Fuerza Compromiso Social                                      | Terry Álvarez Ruiz        |

#### Circunscripción 3
| Partido                                                       | Concejal               |
| ------------------------------------------------------------- | ---------------------- |
| Partido Social Cristiano Movimiento Cívico Madera de Guerrero | Jorge Rodríguez Cuesta |
| Partido Social Cristiano Movimiento Cívico Madera de Guerrero | Úrsula Strenge         |
| Partido Social Cristiano Movimiento Cívico Madera de Guerrero | Andrés Guschmer        |
| Partido Social Cristiano Movimiento Cívico Madera de Guerrero | Nelly Pullas           |

#### Circunscripción Rural
| Partido                                                       | Concejal              |
| ------------------------------------------------------------- | --------------------- |
| Partido Social Cristiano Movimiento Cívico Madera de Guerrero | Luis Murillo Carranza |

Fuente: